# Джин Симмонс (музыкант)
Джин Си́ммонс (англ. Gene Simmons; имя при рождении — Хаим Виц (ивр. חיים ויץ‎); род. 25 августа 1949 года, Тират-Кармель, Израиль) — американский рок-музыкант еврейского происхождения, бас-гитарист, вокалист, актёр и предприниматель. Один из основателей группы Kiss, выступающий под сценическим псевдонимом The Demon.

## Ранние годы жизни и карьера

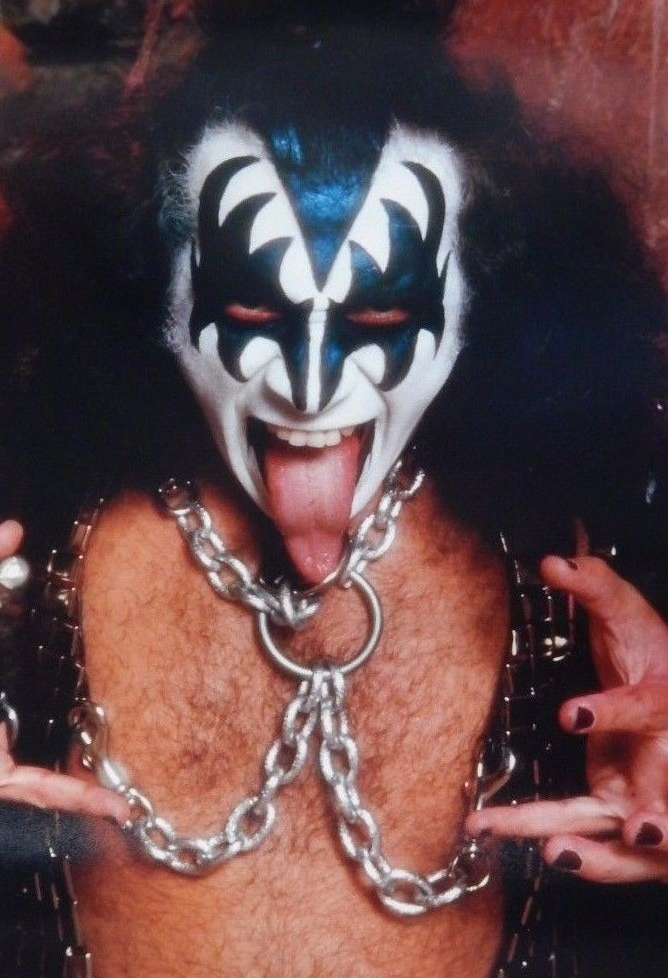
1977 год

Симмонс родился 25 августа 1949 года в городе Тират-Кармель (Израиль). В возрасте восьми лет вместе с матерью, Флоренс Кляйн, эмигрировал в Нью-Йорк.
Флоренс и её брат, Ларри Кляйн, были единственными членами семьи, пережившими Холокост. Отец Симмонса — Фери Виц не поехал с семьёй в США.  После прибытия в Америку молодой Хаим Виц поменял имя на Юджин Кляйн (позже на Джин Кляйн), взяв девичью фамилию матери. В конце 1960-х он взял фамилию Симмонс, в честь Джампин Джин Симмонса — легендарного рок-исполнителя середины XX века. Учился в бруклинской ешиве (месивте) «Тора во-Даас».
В своей первой группе Симмонс начал играть ещё в подростковом возрасте. Коллектив сначала назывался Lynx, а затем сменил название на The Missing Links. В конце концов, Симмонс распустил группу и создал другую — The Long Island Sounds. В период игры в этих группах он подрабатывал, пытаясь заработать больше денег, делая фэнзины и продавая подержанные комиксы. Симмонс некоторое время проучился в колледже, а затем вступил в новую группу — Bullfrog Bheer — и записал вместе с ней демокомпозицию «Leeta», позже вошедшую в один из коробочных сборников Kiss.

Макияж «The Demon»

В начале 1970-х Симмонс совместно со Стэнли Харви Айзеном, позже известным как Пол Стэнли, создал рок-группу Wicked Lester и записал альбом, который не был издан. Недовольные внешним видом и звучанием группы, Симмонс и Стэнли попытались исключить других участников из коллектива, но встретили сопротивление с их стороны и покинули Wicked Lester, перестав также сотрудничать с компанией Epic Records. Музыканты решили сформировать лучшую рок-группу. В поисках ударника они наткнулись на объявление, размещённое Питером Криссом, который в то время играл в клубах Бруклина — так родилось трио. Вскоре к ним присоединился Пол Фрейли, известный как Эйс Фрейли, откликнувшийся на объявление в еженедельнике The Village Voice о поиске соло-гитариста. В феврале 1974 года Kiss выпустили одноимённый дебютный альбом. На сцене Стэнли сразу взял на себя роль главного шоумена, а Симмонс стал руководящей силой в решении коммерческих вопросов.
В 1983 году, когда слава Kiss ослабевала, участники группы перестали наносить свой особенный макияж, что привело к росту популярности, продолжавшемуся до 1990-х годов. На протяжении 1995 года неоднократно проходили организованные группой съезды поклонников, и именно их реакция на возвращение первоначального состава повлияла на очень успешный тур Alive Worldwide, прошедший в период с 1996 по 1997 год. В 1998 году Kiss выпустили альбом Psycho Circus — первый альбом за 20 лет, записанный в оригинальном составе. После этого состав снова изменился — Томми Тайер пришёл на место Эйса Фрейли, а Эрик Сингер, выступавший с Kiss c 1992 по 1996, заменил Питера Крисса.

## Бас-гитары

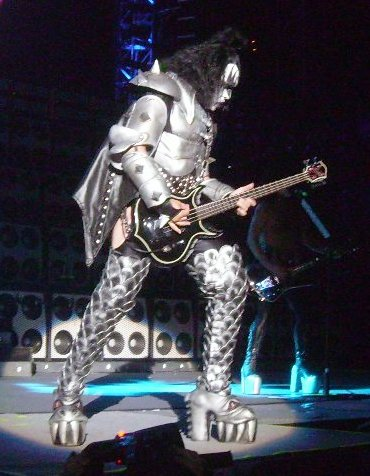
Джин Симмонс выступает в составе Kiss (2008 г.)

На протяжении своей карьеры Джин Симмонс использовал различные бас-гитары, включая следующие:
- Axe Bass производства Kramer, Cort, и Jackson
- Punisher Bass, производства Kramer, Cort и B.C. Rich
- Cort GS-1 Bass, созданный для Джина Симмонса
- Spector, созданные для Джина Симмонса
- Gibson Grabber (в основном в начале карьеры)
- Gibson Ripper (в основном в начале карьеры)

## Личная жизнь
Симмонс в настоящее время живёт в Беверли-Хиллз c бывшей моделью журнала Playboy Шэннон Твид. У них есть двое детей: сын Николас (родился 22 января 1989), и дочь Софи (родилась 7 июля 1992). Ранее Симмонс был в близких отношениях с Стар Стоу, жил с Шер и Дайаной Росс.
Твид и Симмонс прожили 28 лет без брака, однако 1 октября 2011 года их свадьба все же состоялась.
Музыкант говорит на четырёх языках — английском, венгерском, иврите и немецком. В настоящее время изучает японский и китайский. Он утверждает, что никогда не употреблял наркотики, не пил, не курил и был против употребления этих веществ другими.
Джин Симмонс по вероисповеданию является иудеем.

## Политические взгляды
Называя себя либералом в вопросах социальной политики, Симмонс также утверждал, что поддерживает внешнюю политику администрации Джорджа Буша. Он поддержал вторжение американских войск в Ирак в 2003, написав на своём сайте: «Мне стыдно находиться среди людей, называющих себя либералами, которые, на мой взгляд, плюют на могилы доблестных американских солдат, отдавших свои жизни в чужой войне… в стране, в которой они никогда не были… лишь для того, чтобы освободить живущих там людей». Позже Симмонс объяснил свою позицию и написал о своей поддержке и любви к Соединенным Штатам: «Я родился не здесь. Но я полон безграничной любви к этой стране и её населению. Я всегда буду благодарен Америке, бескорыстно вступившей во Вторую мировую войну в стране, которая была так далеко… и освободившей мою мать из нацистского концлагеря. Мы с ней живы благодаря Америке. Поэтому если у вас проблемы с Америкой, значит у вас проблема и со мной».
В 2006 году, во время Второй ливанской войны между Израилем и группировкой Хезболла, Симмонс сделал телевизионное послание на английском и иврите в поддержку израильского солдата, серьёзно раненого в бою в Ливане, назвав его «своим героем».
В ноябре 2010 года во время программы Parker Spitzer телекомпании CNN Симмонс сказал, что жалеет о своем голосе, отданном Бараку Обаме во время президентских выборов США. Он выступил с критикой американской реформы здравоохранения 2009 года, также отмечая, что, «взглянув на прошлое, не найдёшь кого-то менее компетентного, чем Обаму» и добавил: «я не хочу видеть это правительство в своей жизни».
В мае 2011 года он напрямую обвинил Обаму, призвавшего Израиль вернуться в границы 1967 года, в инфантилизме и непонимании реальности: «Для президента, сидящего в Вашингтоне и говорящего „Убирайтесь в свои границы 67-го года“, я хочу поставить вопрос: „Как насчет того, чтобы вам поехать и пожить там, попробовать защитить незащищаемые границы 9 миль шириной? Возвращение в 67-й год — приятная идея. Но когда вы взрослеете, вы начинаете осознавать, что жизнь — это не то, что вы себе воображаете“».
Музыкант также назвал ООН «самой жалкой организацией на Земле».
После своего визита в Израиль в 2011 году Симмонс назвал «глупыми» музыкантов, которые по политическим причинам отказываются выступать в этом государстве.

## Работа в кино и на телевидении
Симмонс был творческой движущей силой следующих телепроектов:
- «Мой папа — рок-звезда» — мультфильм канадской студии Nelvana о сыночке-тихоне, отец которого — рок-звезда, похожая на Симмонса.
- «Mr. Romance» — шоу, созданное Симмонсом, которое он вёл на кабельном канале Oxygen.
- «Rock School» — сериал, в первом сезоне которого Симмонс пытается создать рок-группу из детей, учившихся классической музыке, а во втором сезоне — что-то стоящее из учеников средней школы Лоустофта.
- «Gene Simmons Family Jewels» — документальный сериал о личной жизни Симмонса и его семьи.
- Сериал «C.S.I.: Место преступления» — 17-я серия 14-го сезона. Камео.

9 марта 2010 года Симмонс совместно с одним из основателей Kiss Полом Стэнли заявили об окончании работы над пока неназванным комедийным телесериалом для детей.

### Фильмография
| Год  | Название                                                     | Роль                           | Другие участники Kiss               | Примечания                |
| ---- | ------------------------------------------------------------ | ------------------------------ | ----------------------------------- | ------------------------- |
| 1978 | Kiss Meets the Phantom of the Park                           | The Demon                      | Питер Крисс, Эйс Фрейли, Пол Стэнли | Фильм на телевидении      |
| 1984 | Бунт роботов                                                 | Доктор Чарльз Лютер            |                                     |                           |
| 1986 | Trick or Treat                                               | Nuke (радио DJ)                |                                     | Совместно с Оззи Осборном |
| 1986 | Никогда не рано умирать                                      | Carruthers / Velvet Von Ragner |                                     |                           |
| 1987 | Взять живым или мёртвым                                      | Малак Аль Рахим                |                                     |                           |
| 1988 | The Decline of Western Civilization Part II: The Metal Years | Джин Симмонс                   | Пол Стэнли                          | Документальный фильм      |
| 1989 | Red Surf                                                     | Док                            |                                     |                           |
| 1999 | Detroit Rock City                                            | Джин Симмонс                   | Питер Крисс, Эйс Фрейли, Пол Стэнли | Также продюсер фильма     |
| 2002 | The New Guy                                                  | Преподобный                    |                                     |                           |
| 2002 | Wish You Were Dead                                           | Винни                          |                                     |                           |
| 2007 | Ugly Betty (Дурнушка), сериал, эпизоды 15 и 17               | Джин Симмонс                   |                                     |                           |
| 2008 | Detroit Metal City                                           | Jack ill Dark                  |                                     | Японский фильм            |
| 2009 | Экстракт                                                     | Джо Адлер                      |                                     |                           |
| 2010 | Expecting Mary                                               | Тэйлор                         |                                     |                           |
| 2010 | Повелитель стихий                                            | Дракон (голос)                 |                                     |                           |
| 2011 | Касл (телесериал) (3 сезон, эпизод 22)                       | Джин Симмонс                   |                                     |                           |
| 2014 | CSI место преступления Лас-Вегас 14 сезон 17 серия           | Джин Симмонс                   |                                     |                           |
| 2016 | Почему он?                                                   | Джин Симмонс                   | Пол Стэнли                          |                           |

## Дискография

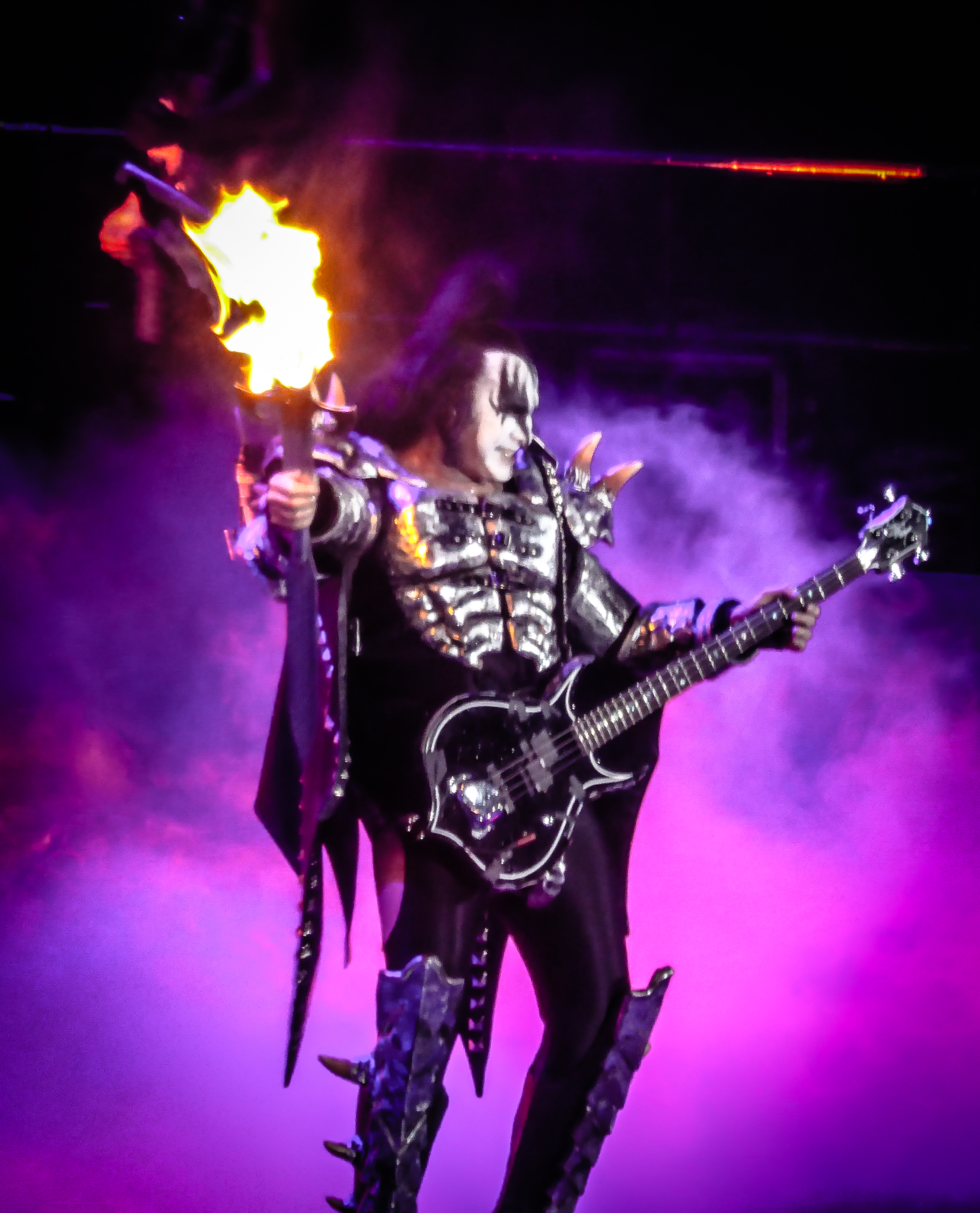
2015 год

### Индивидуальное творчество
- Gene Simmons (1978)
- Sex Money Kiss ((аудиокнига), 2003)
- Asshole (2004)
- Speaking in Tongues (2004)
- Alter Ego (2012)

## Публикации
В 2002 году Симмонс начал выпускать мужской журнал «Gene Simmons' Tongue». Всего было издано пять номеров, после чего производство остановилось.